# 小行星7111
小行星7111（英語：7111）是一颗围绕太阳公转的小行星。1985年8月17日，埃莉諾·赫琳在帕洛马山发现了此天体。
这颗小行星的绝对星等为322.9705925510311等。